# Viet vo dao
Viet vo dao (vi: Việt Võ Đạo, Vietnamesisk kampsport) är en gammal kampkonst från Vietnam. Viet vo dao har utvecklats under årens lopp i olika riktningar och stilar. Här kan nämnas Vovinam.
1. ↑  ”History, European Vovinam Viet Vo Dao Federation”. European Vovinam Viet Vo Dao Federation. 26 februari 2014. http://www.vovinam-evvf.eu/evvf/history/. Läst 12 maj 2021.